# Bachórzec

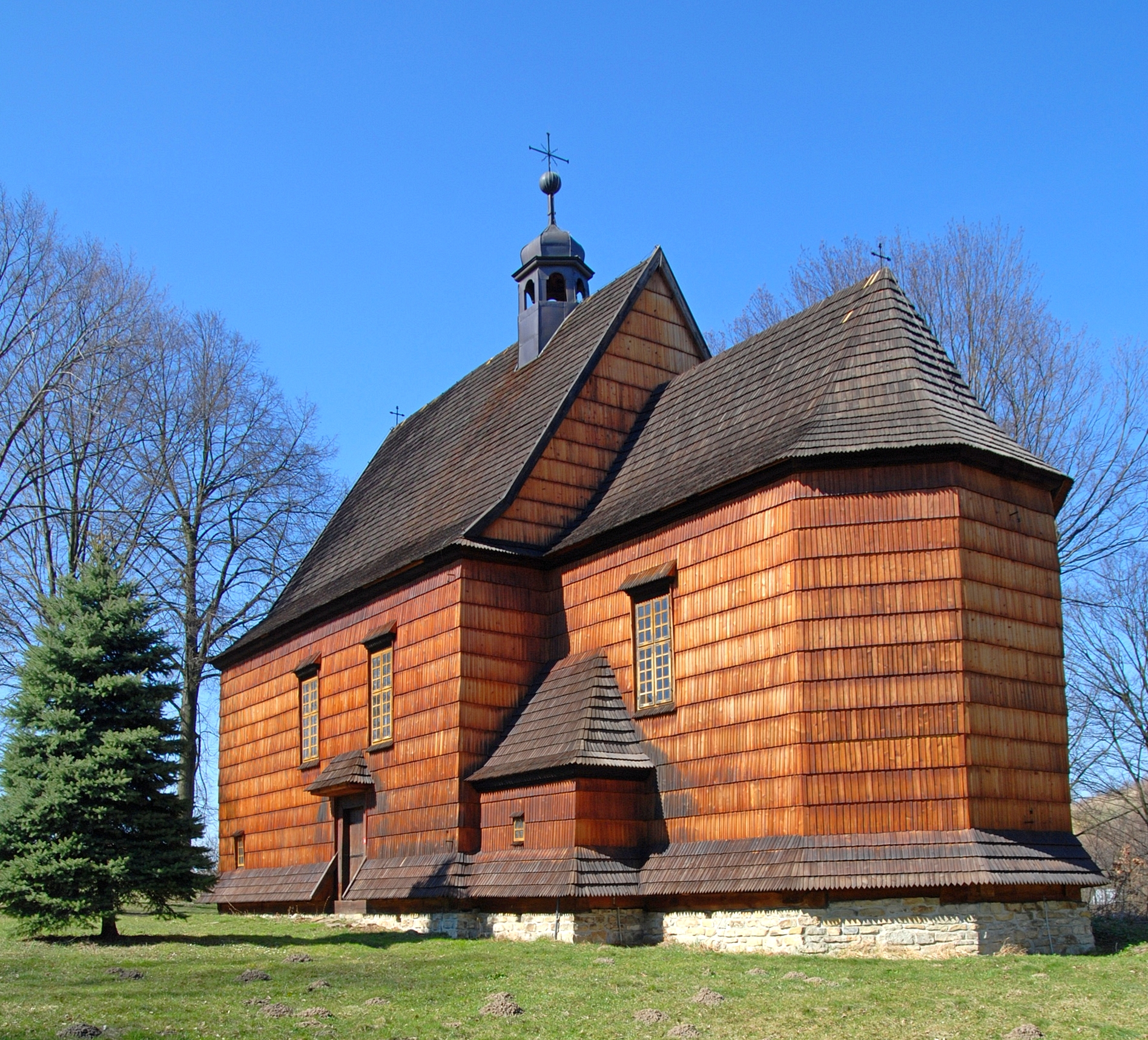
Zabytkowy kościół św. Katarzyny w Bachórcu

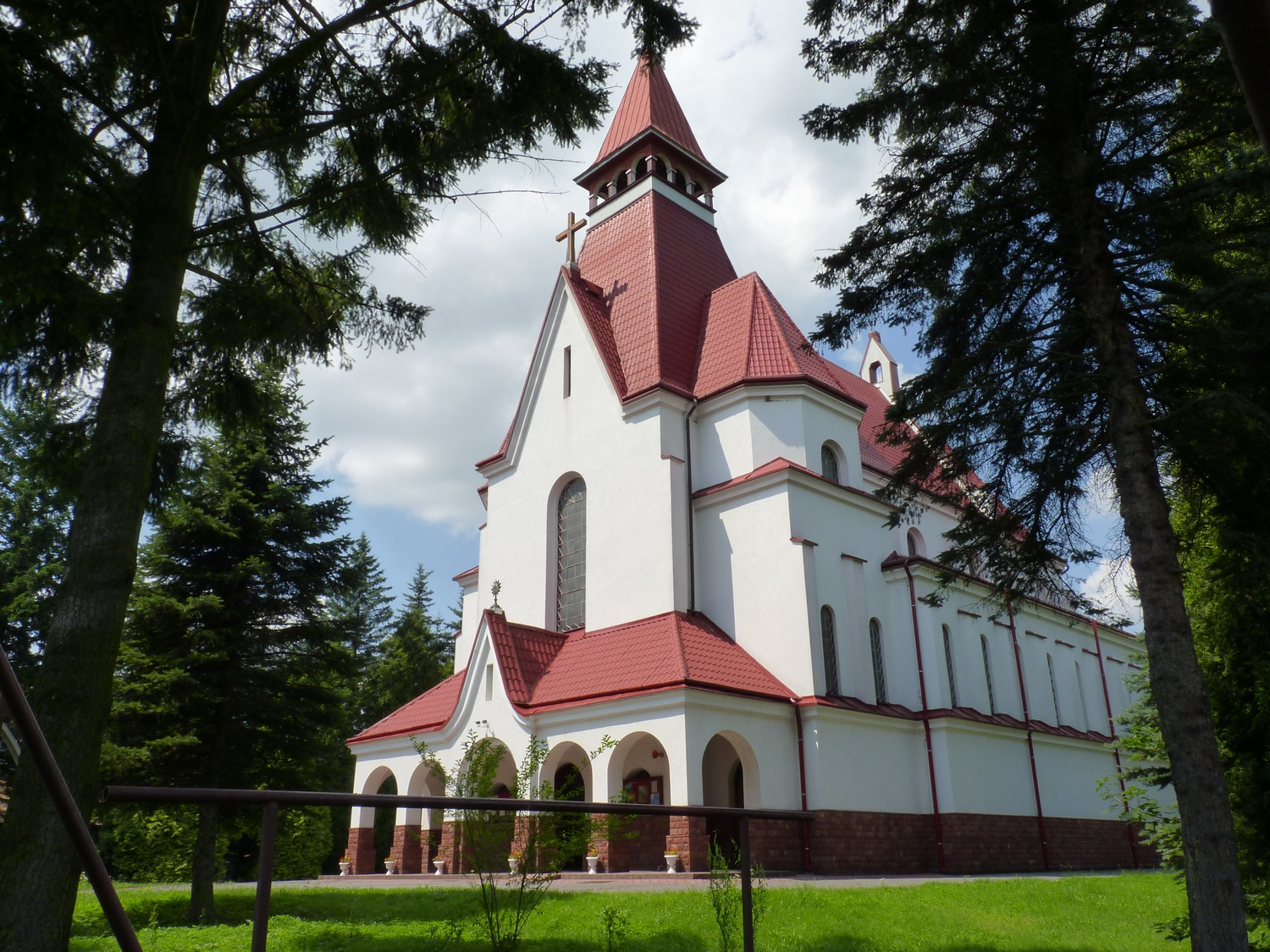
Nowy kościół św. Katarzyny w Bachórcu

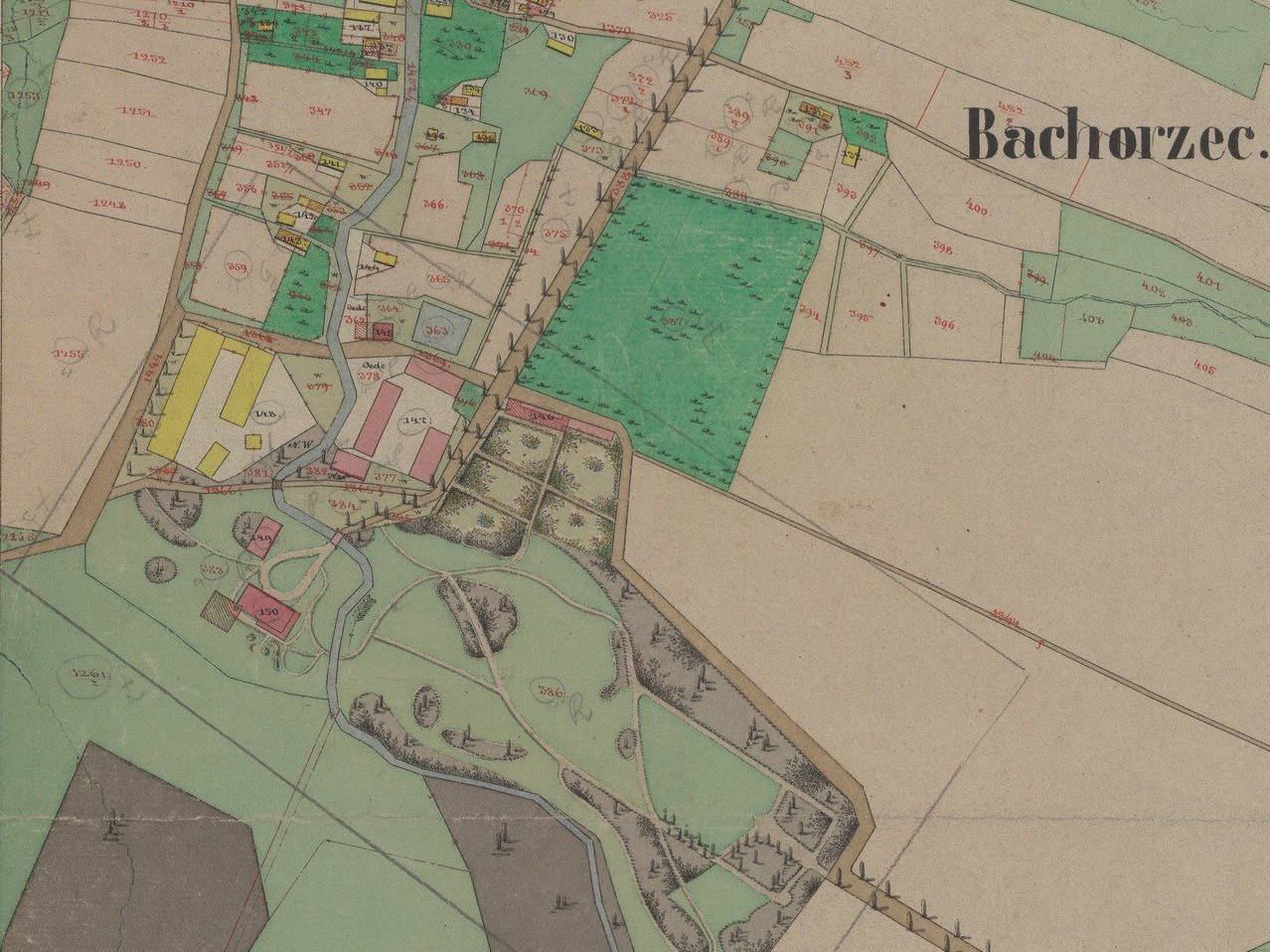
Dwór w Bachórcu na mapie z 1851

Bachórzec – wieś w Polsce położona w województwie podkarpackim, w powiecie przemyskim, w gminie Dubiecko.
W latach 1975–1998 miejscowość położona była w województwie przemyskim. Przez wieś przebiega droga wojewódzka nr 884.

## Części wsi
| SIMC    | Nazwa          | Rodzaj    |
| ------- | -------------- | --------- |
| 0600243 | Działki        | część wsi |
| 0600250 | Gamratka       | część wsi |
| 0600266 | Haliga         | część wsi |
| 0600272 | Łazy           | część wsi |
| 0600289 | Makuchowa Góra | część wsi |
| 0600295 | Miasteczko     | część wsi |
| 0600303 | Pasieka        | część wsi |
| 0600310 | Podłazie       | część wsi |
| 0600326 | Połanki        | część wsi |
| 0600332 | Stawki         | część wsi |

## Historia
Historyczne nazwy: Bachorzec, Bochurzec (1391), Bachorzec (1589), Bachorca (1603), Bachorzec (1745), ukr. Вахіrec (1860). Nazwa osady pochodzi od nazwy sąsiedniej miejscowości Bachórz z sufiksem -ec, która to pochodzi od podstawy bachor-, w postaci obocznej też *bochur-, co w terminologii fizjograficznej (też w języku staropolskim) oznacza bagno i błoto.
Od powstania do końca XVI wieku wieś należała do Kmitów. (m.in. do Piotra Kmity, wojewody krakowskiego, oraz innego Piotra Kmity, dziedzica Wiśnicza, także do Mikołaja Kmity, a następnie do Stadnickich, którzy mieli siedzibę w Dubiecku, oraz Wapowskich. Kolejnymi właścicielami (od 1648 do 1944) byli Krasiccy, po których pozostał pałacyk wybudowany w 1808. W 1808 urodził się tu Edmund Krasicki (1808–1894), syn Ksawerego Franciszka Krasickiego i Julii Teresy Wandalin-Mniszech. W 1839 na świat we wsi przyszedł jego syn Ignacy Krasicki (1839–1924), który był właścicielem Bachórca.
Właścicielami Bachórca byli: Ksawery Krasicki (do około 1838 do lat 70.), Edmund Krasicki (od około 1838 do lat 70.), Ignacy Krasicki (lata 80.), Elżbieta Krasicka (lata 90.).
Przed 1640 funkcjonował tu zbór kalwiński, a do 1760 wieś należała do parafii łacińskiej w Dubiecku. W latach 1760–1763 wybudowano modrzewiowy kościół w stylu podkarpackiego baroku, a w latach 60. XX w. wzniesiono nowy murowany kościół.
Od 1340 do 1772 wieś przynależała do Ziemi Sanockiej, województwo ruskie, następnie do 1914 – powiat przemyski (tzw. sanockie Podole) w prowincji austriackiej Galicja.
O Bachórcu pisał Wincenty Pol w „Senatorskiej zgodzie”.

## Zabytki
- drewniany barokowy kościół parafialny pw. św. Katarzyny (1760–1763), wzniesiony z fundacji Antoniego z Siecina Krasickiego. Remontowany był: w XIX wieku (m.in. zyskał neobarokowy wystrój malarski wnętrza) oraz po uszkodzeniach I i II wojny światowej. Od 1961 nieużytkowany. W 2000 wyremontowany i zrekonstruowany. Zaliczany jest do zabytków Szlaku architektury drewnianej.
- ruiny zespołu dworskiego Krasickich ze starszą XVIII-wieczną oficyną przebudowaną w XX stuleciu oraz nowszym dworem z 1808. Folwark dworski został przejęty przez władze komunistyczne w 1944[15].

## Osoby związane z miejscowością
- Józef Sosnowski, major piechoty Wojska Polskiego.
- Jan Krawiec(inne języki) były żołnierz podziemia, więzień KL Auschwitz i Buchenwaldu, redaktor naczelny Dziennika Związkowego w latach 1968–1985[16].